# 武田勝頼 (小説)
『武田勝頼』（たけだかつより）は、新田次郎の歴史小説。「陽の巻」「水の巻」「空の巻」の3巻からなる。
1973年11月号から1979年8月号まで新人物往来社の月刊誌『歴史読本』に『続・武田信玄』の題名で連載された。『武田信玄』の続編にあたる。
1980年2月の新田の死後、同年4月から6月にかけて講談社から現行の題名で刊行された。文庫版は1983年に刊行されたが絶版し、2009年に新版として復刊した。また、この作品は横山光輝によって漫画化もされている。

## あらすじ
武田勝頼の生涯について、まず生い立ちに触れ、続いて父信玄の死から甲州征伐に際した最期までを、当時の周辺情勢や通説への疑問なども交えつつ描く内容。
「陽の巻」では長篠の戦いに際した鳥居強右衛門の処刑までを、「水の巻」では織田・徳川連合軍の設楽原着陣から御館の乱までを、「空の巻」では松平信康自刃事件以降を扱っている。